# Poeldijk
Poeldijk (52° 01′ N, 4° 13′ L) é uma cidade dos Países Baixos, na província de Holanda do Sul. Poeldijk pertence ao município de Westland, e está situada 8 km a sudoeste da Haia.
Em 2001, a cidade de Poeldijk tinha 4 335 habitantes. A área urbana da cidade é de 1.1 km², e tem 1 752 residências. 
A área de Poeldijk, que também inclui as partes periféricas da cidade, bem como a zona rural circundante, tem uma população estimada em 5 080 habitantes.